# Козлов, Александр Константинович
Алекса́ндр Константи́нович Козло́в (25 сентября 1961, Асбест, Свердловская область — 1 марта 2001, Москва) — советский и российский музыкант, композитор, клавишник и сооснователь рок-группы «Агата Кристи».

## Биография
Родился 25 сентября 1961 года в городе Асбест Свердловской области. Единственный ребёнок в семье. Мать — врач-пульмонолог, отец — инженер асбестовой промышленности. Учился в музыкальной школе по классу скрипки (поступил во время обучения в 5-м классе общеобразовательной школы), но учёбу не закончил. Вместе с Козловым в школе № 1 им. Горького города Асбеста учился будущий лидер «Агаты Кристи» Вадим Самойлов. После школы поступил в медицинский институт в городе Свердловске, закончил его с красным дипломом. Работал в горбольнице № 7 г. Екатеринбурга.
В «Агате Кристи» играл с момента её возникновения и являлся участником золотого состава коллектива. Именно он придумал название для группы (в сокращённом варианте оно совпадает с его инициалами А. К.). Так история группы началась в 1985 году, когда на базе радиотехнического факультета (РТФ) Уральского политехнического института (УПИ) в Свердловске студентами Вадимом Самойловым, Петром Маем и Александром Козловым был основан музыкальный коллектив под названием ВИА «РТФ УПИ». Все трое были выходцами из города Асбеста, ранее учились в одной школе и вместе выступали в школьном ансамбле. В этом составе группой было записано несколько любительских магнитоальбомов: «Если» (1985) «Голос» (1986) и «Свет» (1987).
Выпущенный в 1991 году альбом «Декаданс» не был замечен широкой публикой и имел успех лишь у «рок-гурманов». Финансовые проблемы, творческий кризис и общее падение интереса к рок-музыке поставили существование группы под угрозу. Перед Козловым встал выбор между карьерой врача-кардиолога и участием в группе. Он предпочёл второе, тайком от родителей прекратив учёбу в мединституте.
В первые годы существования коллектива, творчество «Агаты» носило коллективный характер и многие песни писались фактически в соавторстве. Начиная с «Позорной звезды» (1993), музыканты начали приносить в студию более или менее готовые композиции, которые затем вместе додумывали, дописывали и аранжировали. В процессе работы над песней, её аранжировка могла измениться кардинальным образом. При этом Александр Козлов реагировал на переделку своих песен очень спокойно, в то время как братья Самойловы зачастую относились к этому очень болезненно.
В 1994 году Козлов написал музыку для одной из самых известных песен группы — «Сказочная тайга», вошедшей в альбом «Опиум». В ходе репетиций оказалось, что у мелодии есть сходство с композицией «Звенит январская вьюга» из кинофильма «Иван Васильевич меняет профессию» (1973). Чтобы отметить это сходство, коллектив специально снял клип, в котором участвует группа актёров из комедии Леонида Гайдая: Леонид Куравлёв, Юрий Яковлев, Александр Демьяненко, Наталья Селезнёва и Наталья Крачковская, которые по сюжету собираются в кинозале и смотрят фильм спустя двадцать лет после его выхода на экраны.
В 1998 году написана музыка для композиции «Ковёр-вертолёт» из альбома «Чудеса», по инициативе Александра добавлен звук лопастей вертолёта.
В 2001 году вышел последний альбом «Агаты», записанный при участии Козлова — «Майн Кайф?». Александр имел свой музыкальный материал для альбома, который, по его словам, в данный альбом не вошёл, так как не подходил концепции альбома.
За месяц до смерти вместе с группой «Агата Кристи» приступил к созданию саундтрека к фильму Сергея Бодрова «Сёстры». После смерти Козлова работа над саундтреком была приостановлена, и возобновилась остальными участниками только после похорон.
В группе Козлов Сочинил музыку к песням группы — «Эпидемия» (также написал текст к песне), «Нисхождение», «Вольно», «Вечная любовь», «Сказочная тайга», «Гетеросексуалист», «Моряк», «Крошка», «Грязь» и «Ковёр-вертолёт», а также многим другим, был основным аранжировщиком мелодий.

### Группа после смерти Козлова
В память об Козлове «Агатой» был подготовлен трибьют-альбом, где его песни прозвучали в исполнении таких известных рок-групп, как «Би-2», «Настя», «Смысловые галлюцинации», «Апрельский марш» и др., однако официальный выпуск альбома так и не состоялся. Участники группы долго отходили от смерти музыканта, и только через год вернулись к нормальной концертной деятельности.
Первоначально братья Самойловы заявили о том, что не будут искать замены Козлову, и долгое время все его клавишные партии исполнялись секвенсором. Лишь незадолго до прощального тура «Эпилог» в группу был принят новый клавишник Константин Бекрев.
22 декабря 2017 года Вадим Самойлов представил новый трек «Где-то между», записанный на музыку покойного Козлова. Впоследствии между братьями Самойловыми возник спор относительно этой композиции — Глеб Самойлов утверждал, что он является сокомпозитором данной песни и придумал название к ней. Вадим эти утверждения опроверг и заявил — текст и аранжировки песни принадлежат ему единолично, а композиция не является произведением группы «Агата Кристи», хотя её название указано на обложке сингла. Вадим назвал свою акцию «продюсерским проектом», название которого совпадает с названием распущенной в 2010 году группы.

### Вне «Агаты Кристи»
Вне группы в 1994 году записал инструментальный сольный альбом Intermezzo: Digital Generation. Также сотрудничал с группой «Неоновый мальчик», занимался продюсированием, аранжировкой и написал музыку к песням альбома «Neon Boy Forever», в котором присутствует песня «Море по колено»; к альбомам «Мой сон» группы «Империя» и «Я не вернусь» группы «Тимур и его команда» записал аранжировки песен; написал песню «Люби меня, люби» для группы «Отпетые мошенники».
Записал клавишные для альбома «Сердца и моторы» (2008) группы «Смысловые галлюцинации», вышедшего уже после смерти музыканта.

## Смерть
Скончался 1 марта 2001 года от атеросклероза сердца. В ночь с первого на второе марта Козлов приехал в ресторан «T.G.I. Friday’s» (Тверская 18/2) на встречу с друзьями. Он сильно опоздал, и друзья, не дождавшись его, уехали. Во время ужина у него случился сердечный приступ. Работники ресторана вызвали медиков, пытались оказать первую помощь, но безуспешно. Козлов скончался, не дожив до своего 40-летия чуть более полугода. Похоронен в Асбесте на городском кладбище № 2.
Свой последний концерт он отыграл в феврале в Петербургском ДС «Юбилейный».
Из воспоминаний Глеба Самойлова:
После концерта мы спускались со сцены, было темно, и Сашка с неимоверной высоты упал с лестницы вниз. Я страшно перепугался, что он переломал себе всё на свете, поднял его и спрашиваю: «Как ты?!». Он толком не отвечает. Тогда я стал проводить тесты на сотрясение мозга, перелом позвоночника и т. д. Саша очухался и говорит: «Всё в порядке! Ты чего так перепугался?» — «Да ты с такой высоты упал — я думал, ты умер!». Умер Саша не тогда… Он всегда разрешал наши конфликты с Вадимом.

## Музыка к песням, написанная Козловым для «Агаты Кристи»
| Трек | Название                                                               | Альбом                           |
| ---- | ---------------------------------------------------------------------- | -------------------------------- |
| 1    | Инспектор По… (в соавторстве с Вадимом Самойловым)                     | Второй фронт, Коварство и любовь |
| 2    | Коммунальный блюз                                                      | Второй фронт                     |
| 3    | Второй фронт                                                           | Второй фронт                     |
| 4    | Телесудьбы                                                             | Второй фронт                     |
| 5    | Post scriptum                                                          | Второй фронт                     |
| 6    | Танго с дельтапланом                                                   | Коварство и любовь               |
| 7    | Холодная любовь (в соавторстве с братьями Самойловыми)                 | Коварство и любовь               |
| 8    | Его там не было                                                        | Декаданс                         |
| 9    | Эпидемия (также автор текста)                                          | Декаданс                         |
| 10   | Шпала (в соавторстве с братьями Самойловыми)                           | Декаданс                         |
| 11   | Эксперимент                                                            | Декаданс                         |
| 12   | Нисхождение                                                            | Позорная звезда                  |
| 13   | Истерика (в соавторстве с братьями Самойловыми)                        | Позорная звезда                  |
| 14   | Вольно!                                                                | Позорная звезда                  |
| 15   | Вечная любовь                                                          | Опиум                            |
| 16   | Сказочная тайга                                                        | Опиум                            |
| 17   | Гетеросексуалист                                                       | Опиум                            |
| 18   | Моряк                                                                  | Ураган                           |
| 19   | Грязь                                                                  | Ураган                           |
| 20   | Ковёр-вертолёт                                                         | Чудеса                           |
| 21   | Крошка                                                                 | Чудеса                           |
| 22   | Споёмте о сексе                                                        | Чудеса                           |
| 23   | Где-то между (в соавторстве с Вадимом и, возможно, Глебом Самойловыми) | Издана Вадимом Самойловым        |

## Сольный альбом
1994 — Intermezzo: Digital Generation

| Трек | Название                                    | Время |
| ---- | ------------------------------------------- | ----- |
| 1    | Intro                                       | 0:38  |
| 2    | Jet                                         | 3:40  |
| 3    | Made in Heaven                              | 4:24  |
| 4    | Space Underground                           | 4:10  |
| 5    | Red Rose Feeling                            | 3:29  |
| 6    | Big Adventure                               | 4:23  |
| 7    | Automatic Cowboys                           | 3:28  |
| 8    | Digital Vibration                           | 4:18  |
| 9    | Venus Rendez-vous                           | 3:20  |
| 10   | Sky And Heaven                              | 4:10  |
| 11   | Visitors                                    | 3:46  |
| 12   | Neon Boy Forever, part 2 (Intermezzo-remix) | 3:03  |